# Armand Marsick

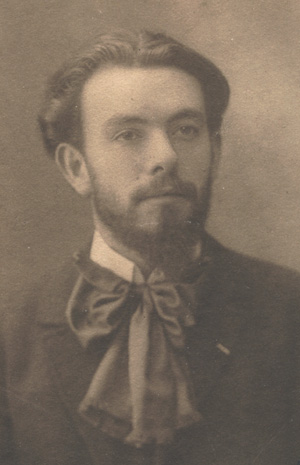
Armand Marsick

Armand Marsick (* 20. September 1877 in Lüttich; † 30. April 1959 in Haine-Saint-Paul (heute La Louvière)) war ein belgischer Violinist, Komponist und Dirigent.

## Leben
Wie auch sein Vater Louis Marsick (1843–1901) und sein Onkel Martin Marsick, erlernte Armand Marsick zuerst das Violinspiel, er war Schüler von Désiré Heynberg (1831–1897). Er studierte am Konservatorium von Lüttich bei Sylvain Dupuis und Jean-Théodore Radoux. 1897 ging er nach Nancy, wo er erster Violinist am Theater und im Orchester des Konservatoriums wurde und Kompositionsunterricht bei Guy Ropartz nahm. Neben seiner Karriere als Violinvirtuose vervollkommnete er seine kompositorische Ausbildung in Paris bei den durch César Franck beeinflussten Komponisten Vincent d’Indy und Gabriel Pierné. Dort wurde er Konzertmeister der Colonne-Konzerte und erster Violinist der Opéra-Comique.
1908 übersiedelte er nach Athen, wo er Kompositionsprofessor und Leiter des Orchesters am Athener Konservatorium wurde. Wegen des Griechisch-Türkischen Kriegs verließ Marsick Griechenland und ging nach Bilbao, wo er bis 1927 lebte. Dort wurde er 1922 der erste Direktor des neu gegründeten Konservatoriums und gründete das Sinfonieorchester. 1927 kehrte er nach Lüttich zurück und wirkte bis zu seiner Pensionierung im Jahr 1942 am königlichen Konservatorium als Professor für Harmonielehre. Er gründete die „Association des concerts populairees liégeois“, die er bis 1939 betreute.
Sein Sohn Paul-Louis Marsick (1916–1969) war Musikwissenschaftler, Cellist und Professor für Harmonielehre am königlichen Konservatorium in Mons.

## Werke
- 3 Violinkonzerte (verschollen)
- Pensée Religieuse, 1894
- Adagio Pathétique für Violine und Orchester, 1895
- A la science, Cantate à deux voix pour filles et garçons, 1896
- Sonate für Violine und Klavier, 1900
- Stèle Funéraire, 1902
- Scènes de montagnes, 1902
- La Jane, lyrisches Drama, 1903
- Improvisation et Final für Cello und Orchester, 1904
- Ismaïl, Oper, 1906
- La Source, 1908
- Chanson de Cybélia für Mezzosopran und Orchester, 1908
- Poème Nuptial, 1910
- Tableaux Grecs, 1912
- Quatre pièces für Klavier, 1912
- Lara, Oper, 1914
- L'anneau Nuptial, lyrisches Drama, 1915–24
- Cadence et Danse orientale, 1929
- Tableaux de voyage, 1937
- Loustics en fête, 1939
- Quatuor pour cors, 1950
- Trois morceaux symphoniques, 1950